# Cistectomía
La cistectomía es un término médico para la extirpación quirúrgica de la totalidad o parte de la vejiga urinaria. También se puede usar en raras ocasiones para referirse a la extirpación de un quiste. La afección más común que justifica la extirpación de la vejiga urinaria es el cáncer de vejiga.
Se pueden realizar dos tipos principales de cistectomías. Una cistectomía parcial (también conocida como cistectomía segmentaria) implica la extirpación de solo una parte de la vejiga. Una cistectomía radical implica la extirpación de toda la vejiga junto con los ganglios linfáticos circundantes y otros órganos cercanos que contienen cáncer.
La evaluación del tejido extraído durante la cistectomía y la disección de los ganglios linfáticos ayuda a determinar la estadificación patológica del cáncer. Este tipo de estadificación del cáncer se puede usar para determinar los estudios, el tratamiento y el seguimiento adicionales necesarios junto con el pronóstico potencial.
Una vez que se ha extraído la vejiga, es necesaria una derivación urinaria para permitir la eliminación de la orina.

## Usos médicos

### Malignidad
La cistectomía radical es el tratamiento recomendado para el cáncer de vejiga que ha invadido el músculo de la vejiga. La cistectomía también se puede recomendar para personas con un alto riesgo de progresión del cáncer o que el cáncer no responda a tratamientos menos invasivos.

## Tipos
Al determinar el tipo de cistectomía a realizar, se tienen en cuenta muchos factores. Algunos de estos factores incluyen: edad, salud general, función de la vejiga inicial, tipo de cáncer, ubicación y tamaño del cáncer y estadio del cáncer.

### Cistectomía parcial
Una cistectomía parcial implica la extirpación de solo una parte de la vejiga y se realiza para algunos tumores benignos y malignos localizados en la vejiga. Los individuos que pueden ser candidatos para una cistectomía parcial incluyen aquellos con tumores únicos ubicados cerca de la cúpula o parte superior de la vejiga, tumores que no invaden el músculo de la vejiga, tumores ubicados dentro del divertículo de la vejiga o cáncer que no es carcinoma in situ. (CIS). También se puede realizar una cistectomía parcial para la extirpación de tumores que se han originado y diseminado desde órganos vecinos como el colon.

### Cistectomía radical
Una cistectomía radical se realiza con mayor frecuencia para el cáncer que ha invadido el músculo de la vejiga. En una cistectomía radical, se extrae la vejiga junto con los ganglios linfáticos circundantes (disección de ganglios linfáticos) y otros órganos que contienen cáncer. En los hombres, esto podría incluir la próstata y las vesículas seminales. En las mujeres, podría incluir una parte de la vagina, el útero, las trompas de Falopio y los ovarios.

## Técnica

### Abierta
En una cistectomía radical abierta se hace una gran incisión en el medio del abdomen desde justo arriba o al lado del ombligo hasta la sínfisis púbica. La siguiente información proporciona los pasos generales del procedimiento y puede ocurrir en orden variable según el cirujano. Los uréteres se ubican y se cortan para liberarlos de la vejiga. La vejiga se separa de las estructuras circundantes y se extrae. La uretra, que drena la orina de la vejiga, también se puede extirpar según la afectación del tumor. En los hombres, la próstata puede o no ser extirpada durante este procedimiento. Se realiza la disección de ganglios linfáticos pélvicos (DGLP). Luego se crea una derivación urinaria y los extremos libres de los uréteres se vuelven a conectar a la derivación.

### Mínimamente invasiva
Una cistectomía radical mínimamente invasiva más comúnmente conocida como cistectomía radical laparoscópica asistida por robot (RARC) puede ser una opción para las personas dependiendo de varios factores que incluyen, entre otros: su salud general (con especial atención a la salud de sus pulmones), índice de masa corporal (IMC), número y tipos de cirugías previas, junto con la ubicación y el tamaño del cáncer de vejiga. En un RARC se hacen varias incisiones pequeñas a través del abdomen para permitir la colocación de instrumentos quirúrgicos. Luego, estos instrumentos se conectan a un robot quirúrgico que es controlado por el cirujano. Se utiliza una posición con la cabeza hacia abajo (Trendelenburg) y el abdomen se infla con gas (insuflación) para permitir un mejor espacio de operación y visualización. El resto del procedimiento se lleva a cabo de manera similar al procedimiento abierto. En comparación con la cirugía abierta, la cistectomía radical mínimamente invasiva probablemente requiera menos transfusiones de sangre y puede acortar levemente la estadía en el hospital.
Para las tasas de complicaciones mayores o menores, la calidad de vida, el tiempo hasta la recurrencia y las tasas de células cancerosas que quedan después de la cirugía, puede haber poca o ninguna diferencia entre la cirugía robótica y abierta como tratamiento para el cáncer de vejiga en adultos.

## Contraindicaciones
Generalmente, no existen contraindicaciones específicas para someterse a una cistectomía. Sin embargo, no se debe realizar una cistectomía en personas que no están lo suficientemente sanas para someterse a un procedimiento quirúrgico mayor. Esto incluye a las personas que no pueden tolerar la anestesia general o aquellas con comorbilidades graves o mal manejadas, como diabetes, enfermedades cardíacas, pulmonares, renales o hepáticas. Esto también incluye a las personas que están gravemente desnutridas, tienen problemas de coagulación de la sangre o anomalías graves de laboratorio. Además, las personas con una enfermedad o infección activa deben retrasar la cirugía hasta la recuperación. La cirugía asistida por robot o laparoscópica está contraindicada para personas con enfermedades cardíacas y pulmonares graves. Durante este método de cirugía, el posicionamiento y la insuflación abdominal ejercen una presión adicional sobre la pared torácica, lo que afecta la función pulmonar y la capacidad de oxigenar la sangre. Una cistectomía parcial está contraindicada en una forma de cáncer de vejiga llamado carcinoma in situ (CIS). Otras contraindicaciones para la cistectomía parcial incluyen una disminución grave de la capacidad de la vejiga o cáncer muy cerca del trígono de la vejiga, donde la uretra y los uréteres se conectan a la vejiga.

## Riesgos y complicaciones
La cistectomía radical con la creación de una derivación urinaria puede estar asociada con varios riesgos y complicaciones debido a la extensión y complejidad de la cirugía. Como ocurre con la mayoría de las cirugías mayores, existe riesgo de anestesia, también riesgo de sangrado, coágulos de sangre, ataque cardíaco, accidente cerebrovascular y neumonía u otros problemas respiratorios. También existe el riesgo de infección que afecte el tracto urinario, el abdomen y el tracto gastrointestinal. Una vez que se cierran las incisiones quirúrgicas, existe el riesgo de infección en estos sitios.
Las complicaciones son similares entre las técnicas de cistectomía abierta y mínimamente invasiva e incluyen las siguientes:

### Tracto gastrointestinal
Un íleo, donde el movimiento dentro de los intestinos se ralentiza, es la complicación más común después de la cistectomía. Esto se debe a una variedad de factores, incluida la manipulación de los intestinos debido a su proximidad a la vejiga, la operación real en los intestinos para crear una derivación urinaria o incluso ciertos medicamentos como los narcóticos. Además de ralentizar el intestino delgado, también puede obstruirlo. Después de la creación de una derivación urinaria, el contenido intestinal puede filtrarse en el sitio donde se reconecta el intestino.

### Tracto urinario
Con la creación de una derivación urinaria es posible que los uréteres se obstruyan impidiendo el drenaje de orina de los riñones. Si esto ocurre, es posible que se necesite otro procedimiento para insertar una sonda de nefrostomía percutánea para permitir el drenaje de la orina del cuerpo. La obstrucción del uréter ocurre con mayor frecuencia en el sitio donde estos se vuelven a conectar a la derivación urinaria creada. Se puede colocar un tubo pequeño, hueco y flexible llamado stent dentro del uréter en el momento de la cirugía para posiblemente ayudar a que sane el sitio de reconexión. Este sitio de reconexión también tiene riesgo de goteo de orina dentro del abdomen.
Si se realiza una cistectomía parcial, puede ocurrir daño al uréter dependiendo de la ubicación del tumor extirpado. Esto puede requerir un procedimiento adicional de reparación.

### Lesión nerviosa
Debido a la ubicación de la operación, se pueden producir daños en los nervios de la pelvis durante la extracción de la vejiga o los ganglios linfáticos. Los nervios en esta área son responsables del movimiento y la sensación de las piernas e incluyen el nervio obturador, el nervio genitofemoral y el nervio femoral.
Cualquiera de estas complicaciones puede requerir otra operación o reingreso al hospital.

## Recuperación

### Dieta antes y después de la cirugía
Inmediatamente después de la cirugía no se permite comida ni bebida debido a la participación del tracto gastrointestinal en la cirugía. Luego, la dieta avanzará lentamente a líquidos y luego a alimentos sólidos según la tolerancia. Si se presentan complicaciones gastrointestinales como náuseas, vómitos o distensión abdominal, se puede interrumpir la dieta o ralentizar el avance de la dieta, según la gravedad.
Para las personas que tienen dificultades para comer antes o después de una cistectomía radical, la nutrición adicional puede ser beneficiosa en comparación con esperar hasta que se puedan tolerar los alimentos comunes. La nutrición que mejora el sistema inmunológico con altos niveles de nutrientes puede disminuir las complicaciones dentro de los 90 días posteriores a la cirugía. En comparación con un suplemento multivitamínico y mineral, los suplementos orales perioperatorios pueden disminuir levemente las complicaciones posoperatorias. No está claro si administrarle aminoácidos, ácidos de cadena ramificada o suplementos orales preoperatorios a un individuo que se somete a una cistectomía radical mejora las complicaciones después de la cirugía. La alimentación por vía intravenosa y la alimentación posoperatoria temprana pueden aumentar las complicaciones posoperatorias. Estas intervenciones dietéticas no parecen afectar la duración de la estancia hospitalaria.

### Control de dolor
Los analgésicos intravenosos, como los narcóticos, generalmente se usan inmediatamente después de la cirugía. Los analgésicos se pueden cambiar a una forma oral una vez que se tolera la dieta.

### Actividad
Se fomenta la actividad temprana después de la cirugía. Es posible que puedan caminar y sentarse en una silla el mismo día de la cirugía. Por lo general pueden caminar por su habitación o sala del hospital uno o dos días después de la cirugía. Algunas personas pueden requerir asistencia adicional o fisioterapia en el hospital o una vez que reciben el alta.

### Prevención del tromboembolismo venoso
Los enfoques para prevenir la tromboembolia venosa (TEV) se realizan antes y después de la cirugía. Los dispositivos de compresión que se colocan alrededor de las piernas o medicamentos como la heparina o la heparina de bajo peso molecular (HBPM) se usan comúnmente. La profilaxis de TEV con HBPM puede incluso continuarse después del alta hospitalaria si es necesario.

### Seguimiento de la cirugía
Si se realizó una cistectomía abierta, las grapas que cierran la incisión generalmente se retiran de 5 a 10 días después de la cirugía. Por lo general, se programa un seguimiento adicional con el cirujano de 4 a 6 semanas después de la cirugía y puede incluir estudios de laboratorio o de imágenes para evaluar la recuperación junto con más atención y seguimiento.
1. ↑  Clark, Peter E.; Stein, John P.; Groshen, Susan G.; Cai, Jie; Miranda, Gus; Lieskovsky, Gary; Skinner, Donald G. (1 de julio de 2005). «Radical cystectomy in the elderly: Comparison of clinical outcomes between younger and older patients». Cancer (en inglés) 104 (1): 36-43. ISSN 0008-543X. doi:10.1002/cncr.21126. Consultado el 14 de abril de 2021.
2. 1 2 3  Hanno, Philip M.; Guzzo, Thomas J.; Malkowicz, S. Bruce; Wein, Alan J. (2014). Penn clinical manual of urology (Second edition edición). ISBN 978-1-4377-1104-2. OCLC 871067936. Consultado el 14 de abril de 2021.
3. 1 2  Wein, Alan J.; Kavoussi, Louis R.; Partin, Alan W.; Peters, Craig (2016). Campbell-Walsh urology (Eleventh edition edición). ISBN 978-1-4557-7567-5. OCLC 918994167. Consultado el 14 de abril de 2021.
4. ↑  McAninch, Jack W.; Lue, Tom F.; Smith, Donald R. (2013). Smith and Tanagho's general urology (18th ed edición). McGraw-Hill Professional. ISBN 978-0-07-162497-8. OCLC 778040102. Consultado el 14 de abril de 2021.
5. 1 2 3 4 5 6 7  Smith, Joseph A., Jr.; Howards, Stuart S.; Preminger, Glenn M.; Dmochowski, Roger R. (2018). Hinman's atlas of urologic surgery (Fourth edition edición). ISBN 978-0-323-39230-3. OCLC 968341438. Consultado el 14 de abril de 2021.
6. ↑  Traver, Michael A.; Vaughan, E. Darracott; Porter, Christopher R. (2009-12-XX). «Radical retropubic cystectomy». BJU International (en inglés) 104 (11): 1800-1821. doi:10.1111/j.1464-410X.2009.09043.x. Consultado el 14 de abril de 2021.
7. 1 2 3 4 5 6  Bishoff, Jay T.; Kavoussi, Louis R. (2017). Atlas of laparoscopic and robotic urologic surgery (Third edition edición). ISBN 0-323-39404-3. OCLC 960041110. Consultado el 14 de abril de 2021.
8. 1 2  Rai, Bhavan Prasad; Bondad, Jasper; Vasdev, Nikhil; Adshead, Jim; Lane, Tim; Ahmed, Kamran; Khan, Mohammed S; Dasgupta, Prokar et al. (24 de abril de 2019). «Robotic versus open radical cystectomy for bladder cancer in adults».  En Cochrane Urology Group, ed. Cochrane Database of Systematic Reviews (en inglés). PMC 6479207. PMID 31016718. doi:10.1002/14651858.CD011903.pub2. Consultado el 14 de abril de 2021.
9. 1 2  Garden, O. James (2012). Principles and practice of surgery (6th ed edición). Churchill Livingstone Elsevier. ISBN 0-7020-5116-0. OCLC 797815510. Consultado el 14 de abril de 2021.
10. ↑  Paterson-Brown, Simon (2014). Core topics in general and emergency surgery (Fifth edition edición). ISBN 978-0-7020-4972-9. OCLC 829099224. Consultado el 14 de abril de 2021.
11. ↑  Lawrence, Peter F. (2013). Essentials of general surgery (Fifth edition edición). ISBN 978-0-7817-8495-5. OCLC 768469762. Consultado el 14 de abril de 2021.
12. ↑  Falcone, Tommaso; Goldberg, Jeffrey M. (2010). Basic, advanced, and robotic laparoscopic surgery. Saunders/Elsevier. ISBN 978-1-4160-6264-6. OCLC 529295670. Consultado el 14 de abril de 2021.
13. ↑  Lauridsen, Susanne Vahr; Tønnesen, Hanne; Jensen, Bente Thoft; Neuner, Bruno; Thind, Peter; Thomsen, Thordis (2017-12-XX). «Complications and health-related quality of life after robot-assisted versus open radical cystectomy: a systematic review and meta-analysis of four RCTs». Systematic Reviews (en inglés) 6 (1): 150. ISSN 2046-4053. PMC 5541663. PMID 28768530. doi:10.1186/s13643-017-0547-y. Consultado el 14 de abril de 2021.
14. 1 2 3  Taneja, Samir S.; Shah, Ojas (2018). Taneja's complications of urologic surgery : diagnosis, prevention, and management (Fifth edition edición). ISBN 978-0-323-39248-8. OCLC 1004569839. Consultado el 14 de abril de 2021.
15. ↑  Cookson, Michael S. (2017). Contemporary approaches to urinary diversion and reconstruction. ISBN 978-0-323-57006-0. OCLC 1063637379. Consultado el 14 de abril de 2021.
16. 1 2 3  Burden, Sorrel; Billson, Hazel A; Lal, Simon; Owen, Kellie A; Muneer, Asif (20 de mayo de 2019). «Perioperative nutrition for the treatment of bladder cancer by radical cystectomy».  En Cochrane Urology Group, ed. Cochrane Database of Systematic Reviews (en inglés). PMC 6527181. PMID 31107970. doi:10.1002/14651858.CD010127.pub2. Consultado el 14 de abril de 2021.

- Datos: Q245995
- Multimedia: Cystectomy / Q245995